# روهينتون ميستري
روهينتون ميستري (مواليد 1952) كاتب كندي، هندي المولد. حصل على عديد الجوائز بما في ذلك جائزة نيوستاد الدولية للأدب في عام 2012. وُضعت رواياته الثلاث الأولى في القائمة المختصرة لجائزة بوكر. تُسرد رواياته حتى الآن في الهند، ووُصفت من منظور بارسيون، واستكشاف موضوعات الحياة الأسرية والفقر والتمييز والتأثير المفسد للمجتمع.

## الجوائز
- 1983 - مسابقة هارت هاوس الأدبية، «وان سانداي»
- 1984 - مسابقة هارت هاوس الأدبية «المناسبة الميمونة»
- 1985 - جائزة المساهمين السنوية، مجلة الخيال الكندي
- 1991 - جائزة بوكر، القائمة المختصرة، عن «مثل هذه الرحلة الطويلة»
- 1991 - جائزة الحاكم العام، عن «عن «مثل هذه الرحلة الطويلة»»
- 1991 - جائزة كتاب الكومنولث، عن «مثل هذه الرحلة الطويلة»
- 1991 - جائزة WH Smith [الإنجليزية] / جائزة الرواية الأولى للكتاب في كندا، عن «مثل هذه الرحلة الطويلة»
- 1991 - جائزة تريليوم، عن «مثل هذه الرحلة الطويلة»
- 1995 - جائزة جيلر [الإنجليزية]، عن «توازن دقيق»
- 1995 - جائزة لوس أنجلوس تايمز للكتاب الخيالي، عن «توازن دقيق»
- 1996 - جائزة كتاب الكومنولث [الإنجليزية]، عن «توازن دقيق»
- 1996 - جائزة البوكر، القائمة المختصرة، عن «توازن دقيق»
- 2002 - جائزة بوكر، القائمة المختصرة، شؤون الأسرة
- 2002 - جائزة جيمس تايت بلاك التذكارية [الإنجليزية]، القائمة المختصرة لمسائل الأسرة
- 2004 - جائزة دبلن الأدبية الدولية [الإنجليزية]، القائمة المختصرة، شؤون الأسرة
- 2012 - جائزة نيوستاد الدولية للأدب [6] [7]
- 2015- عين عضوًا في وسام كندا [8]
- ممشى المشاهير في برامبتون آرتس [الإنجليزية]، برامبتون، أونتاريو

## أعمال مختارة

### الروايات
- هذه رحلة طويلة [الإنجليزية] (1991)
- توازن دقيق [الإنجليزية] (1995)
- المسائل العائلية [الإنجليزية] (2002)

### القصص القصيرة والكتب الصغيرة
- حكايات من حديقة الفيروز [الإنجليزية] (1987)، نُشرت أيضًا باسم دروس السباحة وقصص أخرى من حديقة الفيروز (1989)
- البحث عن ستيفنسون (1994)
- الصرخة (2006)

## روابط خارجية
- أرشيفات روهينتون ميستري المحفوظة في أرشيفات كلارا توماس والمجموعات الخاصة، مكتبات جامعة يورك، تورنتو، أونتاريو
- معلومات السيرة الذاتية والحرجة لروهينتون ميستري لجيمس بروكتور
- روهينتون ميستري على موقع IMDb (الإنجليزية)
- روهينتون ميستري على موقع الموسوعة البريطانية (الإنجليزية)
- روهينتون ميستري على موقع مونزينجر (الألمانية)